# Віра Лінн
Віра Лінн (англ. Vera Lynn, Віра Маргарита Велч англ. Vera Margaret Welch; нар. 20 березня 1917, Іст Гем, Ессекс, Велика Британія — 18 червня 2020, Дичлінг, Східний Сассекс, Велика Британія) — англійська акторка та співачка традиційної поп-музики, відома як «Ду́шечка збройних сил» (the Forces' Sweetheart), чиї музичні записи та вистави були надзвичайно популярними під час Другої світової війни.

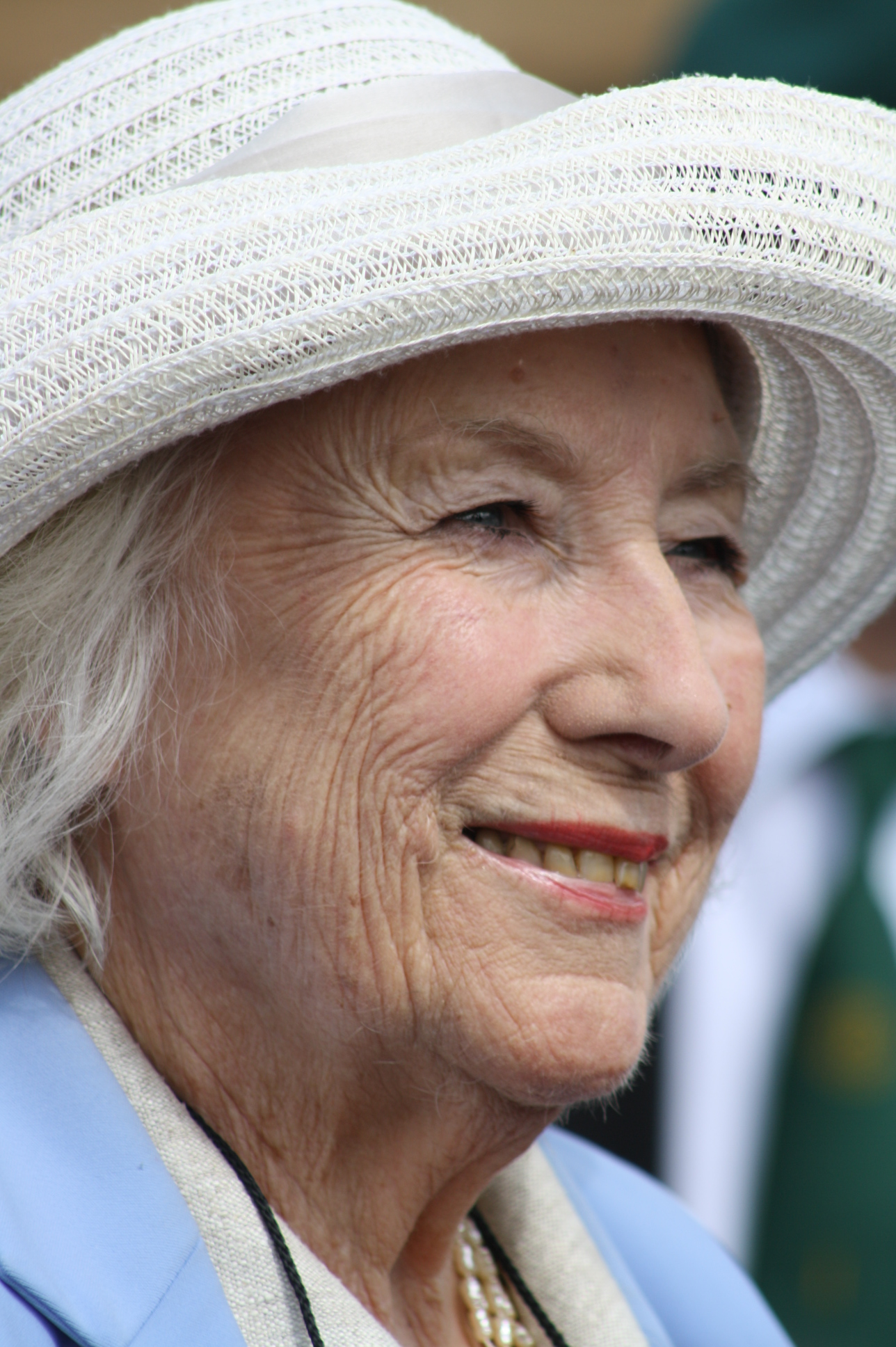
Віра Лінн, 2009

## Біографія
Віра Лінн почала співати у віці семи років. У чотирнадцять років вона перестала навчатися в школі щоб стати кравчинею, як її мама. Однак батько порадив їй співати і в 1935 році вона разом з оркестром Джо Лоса записала першу пісню на радіо. Популярність вона здобула під час Другої світової війни, коли щотижня брала участь у радіопередачах для військових збройних сил. За це їй дали псевдонім «Ду́шечка збройних сил» (the Forces' Sweetheart) і титул офіцера. Після війни її пісня «До побачення ду́шечко» (Auf Wiederseh'n Sweetheart) стала першим твором британського артиста, який протягом дев'ять тижнів 1952 року займав у США перше місце у списку продаж. У 1954-му пісня «Мій си́ну, мій сину» (My Son, My Son [Архівовано 12 червня 2017 у Wayback Machine.]) була першою у Великій Британії.
У 1960 році вона покинула компанію звукозапису Decca Records (після майже 25 років) і записувалася на фірмахEMI, EMI Columbia, MGM і HMV. У 1967 році вона записала «It Hurts To Say Goodbye», пісню, яка потрапила до першої десятки чарту Billboard Easy Listening. 
Потім, у 1975 році, вона стала «дамою» (назва, що еквівалентна рангові лицаря) Ордену Британської імперії. У 1998 році її нагородили Орденом святого Джона.
У 1995 році, після концерту біля Букінгемського палацу, у віці 78 років вона вийшла на пенсію.

## Цікаво
- Пісня «Віра» з альбому «Стіна» рок-групи Pink Floyd, яка згодом була адаптована до фільму «Пінк Флойд: Стіна» (1982) стосується знаменитої пісні Віри Лінн 1939 року «Ми зустрінемося знову» (We'll Meet Again [Архівовано 27 червня 2018 у Wayback Machine.]).

## Дискографія
Студійні альбоми
- Yours (1961)
- As Time Goes By (1961)
- Hits From The Blitz (1962)
- Among My Souvenirs (1964)
- More Hits Of The Blitz (1966)
- Hits Of The 60’s — My Way (1970)
- Favourite Sacred Songs (1972)
- Christmas With Vera Lynn (1976)
- Vera Lynn In Nashville (1977)

## Фільмографія
- 1942 : «We’ll Meet Again»
- 1943 : «Rhythm Serenade»
- 1944 : «One Exciting Night»
- 1962 : «Venus fra Vestø»